# 双心多角形

正三角形

直角凧形

等脚接線台形

正五角形

幾何学における双心多角形（そうしんたかくけい、英: bicentric polygon）は内接円と外接円を持つ多角形である。すべての三角形は外接円と内接円を持つので、双心多角形である。しかし例えば正方形でない長方形は、外接円を持つが内接円を持たないため双心多角形でない。

## 三角形
前述のとおり、任意の三角形は外接円と内接円を持つ。内半径、外半径をそれぞれr,R、内心と外心の距離をdとして
{\displaystyle {\frac {1}{R-d}}+{\frac {1}{R+d}}={\frac {1}{r}}}
が成り立つ。これはオイラーの定理である。
証明
以下の証明は右の図に書かれているものである。
ABC は三角形の頂点、O, I は三角形の外心と内心とする。R ,r ,d は前節と同じ、α=∠CAB, β=∠ABC と定義する。
AI が外接円と交わる（A以外の）点を L とし、LOが外接円と交わる点を M とする。
I から AB に下ろした垂線の足を D とすると、ID = r 。
LM は外接円の直径なので∠MBL は直角。よって∠ADI=∠MBL。円周角なので ∠BAL=∠BML。よって△ADI∽△MBL がいえる。よって AI×BL = ID×ML = 2R r 。
BI を結ぶと、∠BIL = ∠IAB + ∠ABI = α/2 + β/2, ∠IBL = ∠IBC + ∠CBL = β/2 + α/2。よって∠BIL = ∠IBL がいえるので△LBI は二等辺三角形であり、LB = LI。よって AI×IL = 2R r 。
OI の延長線が外接円と交わる点を P, Q とする。PI×IQ = (R -d )(R +d ) である。方べきの定理より AI×IL = PI×IQ である。
2R r = (R -d )(R +d ) なので、これを整理すれば求める式が得られる。

## 双心四辺形
すべての四角形が内接円と外接円を持つわけではない。{\displaystyle R>r}を満たすr,Rをそれぞれ半径とする円の中心の距離をdとする。この2円に内接、外接する四角形が存在することと、以下の式が成り立つことは同値である。
{\displaystyle {\frac {1}{(R-d)^{2}}}+{\frac {1}{(R+d)^{2}}}={\frac {1}{r^{2}}}}
この定理はファスの定理として知られている。

## n > 4の多角形
r,R,dを前項と同様に定義する。一般の双心n角形のr,R,dの関係式は非常に複雑である。
以下に、いくつかの双心n角形のr,R,dに関する関係式を挙げた。
{\displaystyle n=5:\quad r(R-d)=(R+d){\sqrt {(R-r+d)(R-r-d)}}+(R+d){\sqrt {2R(R-r-d)}},}
{\displaystyle n=6:\quad 3(R^{2}-d^{2})^{4}=4r^{2}(R^{2}+d^{2})(R^{2}-d^{2})^{2}+16r^{4}d^{2}R^{2},}
{\displaystyle n=8:\quad 16p^{4}q^{4}(p^{2}-1)(q^{2}-1)=(p^{2}+q^{2}-p^{2}q^{2})^{4},}
ただし、{\displaystyle p={\frac {R+d}{r}},q={\frac {R-d}{r}}}である。

## 正多角形
全ての正多角形は双心である。さらに、その外接円と内接円は同心円となる。また、内接円の半径は 辺心距離と等しい。 
辺長がaである正n角形について、次の式が成立する。
{\displaystyle R={\frac {a}{2\sin {\frac {\pi }{n}}}}={\frac {r}{\cos {\frac {\pi }{n}}}}.}
定規とコンパスによる作図可能な正多角形についてはいかのような関係式がある。
| {\displaystyle n\!\,} | {\displaystyle R\,{\text{and}}\,a\!\,}                                   | {\displaystyle r\,{\text{and}}\,a\!\,}                                                    | {\displaystyle r\,{\text{and}}\,R\!\,}                                                                 |
| 3                     | {\displaystyle R{\sqrt {3}}=a\!\,}                                       | {\displaystyle 2r={\frac {a}{3}}{\sqrt {3}}\!\,}                                          | {\displaystyle 2r=R\!\,}                                                                               |
| 4                     | {\displaystyle R{\sqrt {2}}=a\!\,}                                       | {\displaystyle r={\frac {a}{2}}\!\,}                                                      | {\displaystyle 2r=R{\sqrt {2}}\!\,}                                                                    |
| 5                     | {\displaystyle R{\sqrt {\frac {5-{\sqrt {5}}}{2}}}=a\!\,}                | {\displaystyle r\left({\sqrt {5}}-1\right)={\frac {a}{10}}{\sqrt {50+10{\sqrt {5}}}}\!\,} | {\displaystyle r({\sqrt {5}}-1)=R\!\,}                                                                 |
| 6                     | {\displaystyle R=a\!\,}                                                  | {\displaystyle {\frac {2r}{3}}{\sqrt {3}}=a\!\,}                                          | {\displaystyle {\frac {2r}{3}}{\sqrt {3}}=R\!\,}                                                       |
| 8                     | {\displaystyle R{\sqrt {2+{\sqrt {2}}}}=a\left({\sqrt {2}}+1\right)\!\,} | {\displaystyle r{\sqrt {4-2{\sqrt {2}}}}={\frac {a}{2}}{\sqrt {4+2{\sqrt {2}}}}\!\,}      | {\displaystyle 2r\left({\sqrt {2}}-1\right)=R{\sqrt {2-{\sqrt {2}}}}\!\,}                              |
| 10                    | {\displaystyle ({\sqrt {5}}-1)R=2a\!\,}                                  | {\displaystyle 2r{\sqrt {25-10{\sqrt {5}}}}=5a\!\,}                                       | {\displaystyle {\frac {2r}{5}}{\sqrt {25-10{\sqrt {5}}}}={\frac {R}{2}}\left({\sqrt {5}}-1\right)\!\,} |

外半径、内半径、1辺に長さの比の近似値は以下のようになる。
| {\displaystyle n\!\,} |  | {\displaystyle R/a\!\,} |  | {\displaystyle r/a\!\,} |  | {\displaystyle R/r\!\,} |
| {\displaystyle 3\,}   |  | {\displaystyle 0.577\,} |  | {\displaystyle 0.289}   |  | {\displaystyle 2.000\,} |
| {\displaystyle 4}     |  | {\displaystyle 0.707\,} |  | {\displaystyle 0.500}   |  | {\displaystyle 1.414\,} |
| {\displaystyle 5}     |  | {\displaystyle 0.851\,} |  | {\displaystyle 0.688}   |  | {\displaystyle 1.236\,} |
| {\displaystyle 6}     |  | {\displaystyle 1.000\,} |  | {\displaystyle 0.866}   |  | {\displaystyle 1.155\,} |
| {\displaystyle 8}     |  | {\displaystyle 1.307\,} |  | {\displaystyle 1.207}   |  | {\displaystyle 1.082\,} |
| {\displaystyle 10}    |  | {\displaystyle 1.618\,} |  | {\displaystyle 1.539}   |  | {\displaystyle 1.051\,} |

## ポンスレの閉形問題
2つの円に外接、内接するようなn角形が1つでも存在すれば、同様にその2円に外接、内接するn角形が無数に存在する。これはポンスレの閉形定理と呼ばれる。より一般には円を円錐曲線へ置き換えても成り立つ。
さらに、そのような多角形のどの対角線もある円錐曲線へ接する。